# Kanton Les Ponts-de-Cé
Der Kanton Les Ponts-de-Cé ist seit 1790 ein französischer Wahlkreis im Arrondissement Angers im Département Maine-et-Loire und in der Region Pays de la Loire; sein Hauptort ist Les Ponts-de-Cé.
Im Jahr 2015 wurde er total umorganisiert, hat einige Gemeinden aus dem aufgelassenen Kanton Thouarcé übernommen und selbst einige Gemeinden an andere Kantone abgegeben. Der Kanton bestand nach dieser Umstrukturierung zunächst aus 17 Gemeinden, in Folge von Gemeindezusammenschlüssen verringerte sich die Zahl der Mitgliedsgemeinden auf heute acht.

## Gemeinden
Der Kanton besteht aus acht Gemeinden und Gemeindeteilen mit insgesamt 38.445 Einwohnern (Stand: 1. Januar 2022) auf einer Gesamtfläche von 206,62 km²:
| Gemeinde                  | Einwohner 1. Januar 2022 | Fläche km² | Dichte Einw./km² | Code INSEE | Postleitzahl |
| ------------------------- | ------------------------ | ---------- | ---------------- | ---------- | ------------ |
| Blaison-Saint-Sulpice     | 1.317                    | 24,35      | 54               | 49029      | 49320        |
| Brissac Loire Aubance     | 9.645                    | 100,52     | 96               | 49050      | 49320, 49250 |
| Les Garennes sur Loire    | 4.670                    | 25,25      | 185              | 49167      | 49610, 49320 |
| Mûrs-Erigné               | 6.172                    | 17,29      | 357              | 49223      | 49610        |
| Les Ponts-de-Cé           | 12.863                   | 19,55      | 658              | 49246      | 49130        |
| Saint-Jean-de-la-Croix    | 225                      | 1,83       | 123              | 49288      | 49130        |
| Saint-Melaine-sur-Aubance | 2.209                    | 5,11       | 432              | 49308      | 49610        |
| Soulaines-sur-Aubance     | 1.344                    | 12,72      | 106              | 49338      | 49610        |
| Kanton Les Ponts-de-Cé    | 38.445                   | 206,62     | 186              | 4917       | –            |

1. ↑   Ohne die Fläche der zwei ehemaligen Gemeinden Chemellier und Coutures, diese gehören zum Kanton Doué-en-Anjou.

Bis zur landesweiten Neugliederung der Kantone 2015 bestand der Kanton Les Ponts-de-Cé aus 16 Gemeinden auf einer Fläche von 215,19 km²: Blaison-Gohier, Juigné-sur-Loire, La Bohalle, La Daguenière, Les Ponts-de-Cé (Hauptort), Mûrs-Erigné, Sainte-Gemmes-sur-Loire, Saint-Jean-de-la-Croix, Saint-Jean-des-Mauvrets, Saint-Mathurin-sur-Loire, Saint-Melaine-sur-Aubance, Saint-Rémy-la-Varenne, Saint-Saturnin-sur-Loire, Saint-Sulpice und Soulaines-sur-Aubance. Er besaß vor 2015 einen anderen INSEE-Code als heute, nämlich 4923.

## Veränderungen im Gemeindebestand seit der landesweiten Neuordnung der Kantone
2016:
- 15. Dezember: Fusion Alleuds, Brissac-Quincé, Charcé-Saint-Ellier-sur-Aubance, Chemellier (Kanton Doué-la-Fontaine), Coutures (Kanton Doué-la-Fontaine), Luigné, Saint-Rémy-la-Varenne, Saint-Saturnin-sur-Loire, Saulgé-l’Hôpital und Vauchrétien → Brissac Loire Aubance
- 15. Dezember: Fusion Juigné-sur-Loire und Saint-Jean-des-Mauvrets → Les Garennes sur Loire
- 1. Januar: Fusion Blaison-Gohier und Saint-Sulpice → Blaison-Saint-Sulpice

## Bevölkerungsentwicklung
| 1962   | 1968   | 1975   | 1982   | 1990   | 1999   | 2007   | 2012   |
| ------ | ------ | ------ | ------ | ------ | ------ | ------ | ------ |
| 20.786 | 22.974 | 26.436 | 30.941 | 34.097 | 37.172 | 38.816 | 39.314 |